# Robert Lukas
Robert „Bobby“ Lukas (* 29. August 1978 in Wien) ist ein ehemaliger österreichischer Eishockeyspieler, der der Großteil seiner Karriere beim EHC Linz verbrachte. Insgesamt vier Mal gewann er den nationalen Meistertitel. Mit der österreichischen Nationalmannschaft nahm er an einer Vielzahl von Turnieren und Weltmeisterschaften teil, Höhepunkte waren dabei die  Teilnahmen an den Olympischen Winterspielen 2002 und 2014. Sein Bruder Philipp ist ebenfalls ehemaliger Eishockeyspieler.

## Karriere
Robert Lukas begann seine Karriere als Eishockeyspieler in seiner Heimatstadt beim CE Wien, für dessen Profimannschaft er von 1997 bis 1999 in der Österreichischen Bundesliga aktiv war. Anschließend wechselte der Verteidiger für je eine Spielzeit zu dessen Ligarivalen VEU Feldkirch und EC VSV. Im Sommer 2001 schloss er sich dem EHC Linz an, mit dem er in der Saison 2002/03 erstmals die nationale Meisterschaft gewann. Nach drei Jahren verließ der Linksschütze Linz wieder und begann die Saison 2004/05 bei den Malmö Redhawks in der schwedischen Elitserien. Nach nur einem Spiel verließ er diese jedoch bereits wieder und unterschrieb bei den Vienna Capitals aus der Hauptstadt Wien, mit denen er seinen zweiten Meistertitel errang.
In der Saison 2005/06 kehrte Lukas zum EHC Linz zurück, ehe er in den Play-offs bei den Kloten Flyers in der Schweizer Nationalliga unterschrieb. Im folgenden Jahr spielte der Nationalspieler überwiegend für seinen ehemaligen Club, die Vienna Capitals und wurde am Saisonende erstmals für das All-Star-Game der ÖEHL berufen. Zur Saison 2007/08 wurde er zunächst vom HK Nitra aus der slowakischen Extraliga verpflichtet. Kurz vor den Play-offs in der EBEL kehrte er allerdings nach Österreich zurück, wo Lukas mit dem EC Red Bull Salzburg 2008 zum insgesamt dritten Mal Meister wurde und zum zweiten Mal für das All-Star-Game nominiert wurde. Ab 2008 stand Lukas wieder für die Black Wings in Linz auf dem Eis und wurde mit dem Klub 2012 erneut österreichischer Meister. 2009 wurde er zudem für das All-Star-Game der Liga nominiert.
Nach der Saison 2017/18 beendete er wie sein Bruder seine Karriere und wurde Nachwuchsleiter beim EHC Linz. Seine Trikotnummer 55 wurde durch den Club gesperrt.

### International
Für Österreich nahm Lukas im Nachwuchsbereich an der U18-B-Europameisterschaft 1995 und der U18-C-Europameisterschaft 1996, als er zum besten Verteidiger des Turniers gewählt wurde, sowie der Junioren-C-Weltmeisterschaft 1997 teil.
Mit der Herren-Nationalmannschaft, in der er am 13. November 1999 bei der 1:3-Niederlage im Freundschaftsspiel gegen Deutschland in Rosenheim debütierte, spielte er bei den Weltmeisterschaften der Division I 2006, 2008 und 2010. In der Top-Division stand er 2002, 2003, 2004, 2005, 2007, 2009, 2011 und 2013 auf dem Eis. Zudem vertrat er das Alpenland bei den Olympischen Winterspielen 2002 in Salt Lake City und 2014 in Sotschi sowie den Qualifikationsturnieren zu den Winterspielen 2006 in Turin, 2010 in Vancouver und 2014 in Sotschi.

## Erfolge und Auszeichnungen
- 2003 Österreichischer Meister mit dem EHC Linz
- 2005 Österreichischer Meister mit den Vienna Capitals
- 2007 All-Star-Game der Österreichischen Eishockey-Liga
- 2008 Österreichischer Meister mit dem EC Red Bull Salzburg
- 2008 All-Star-Game der Österreichischen Eishockey-Liga
- 2009 All-Star-Game der Österreichischen Eishockey-Liga
- 2012 Österreichischer Meister mit dem EHC Linz

### International
- 1996 Bester Verteidiger bei der U18-C-Europameisterschaft
- 2006 Aufstieg in die Top-Division bei der Weltmeisterschaft der Division I, Gruppe B
- 2008 Aufstieg in die Top-Division bei der Weltmeisterschaft der Division I, Gruppe A
- 2010 Aufstieg in die Top-Division bei der Weltmeisterschaft der Division I, Gruppe A

## Karrierestatistik
(Legende zur Spielerstatistik: Sp oder GP = absolvierte Spiele; T oder G = erzielte Tore; V oder A = erzielte Assists; Pkt oder Pts = erzielte Scorerpunkte; SM oder PIM = erhaltene Strafminuten; +/− = Plus/Minus-Bilanz; PP = erzielte Überzahltore; SH = erzielte Unterzahltore; GW = erzielte Siegtore; 1 Play-downs/Relegation; Kursiv: Statistik nicht vollständig)